# Jaymes Young
Jaymes Young (* 1. September 1991 in Seattle; eigentlich: Jaymes McFarland) ist ein US-amerikanischer Singer-Songwriter.

## Leben
McFarland wuchs in seinem Geburtsort Seattle, Washington auf. Bereits von früher Jugend an musikalisch interessiert, begann er mit 14 Jahren Gitarre zu spielen. Zu seinen Einflüssen zählen Coldplay, Radiohead, Maroon 5,  Iron & Wine sowie Death Cab for Cutie.
Seine musikalische Karriere begann er bei der Indie-Band Corner State. Nach dem Umzug nach Los Angeles startete er seine Karriere als Singer-Songwriter unter dem Künstlernamen Jaymes Young. Er erhielt einen Plattenvertrag bei Atlantic Records und veröffentlichte 2013 seine Debüt-EP Dark Star. Anschließend tourte er mit London Grammar.
2014 folgte die EP Habits of My Heart, mit der er seine erste Chartplatzierung erreichte. Die EP erreichte in den Heatseekers Charts Platz 44. Mit David Guetta und Birdy veröffentlichte er die Single I’ll Keep Loving You. 2015 folgte die Single We Won’t mit Phoebe Ryan. 2016 folgte eine Kollaboration mit dem Musiker Zhu. Beide Songs mit ihm erschienen auf dessen Debütalbum Generationwhy.
2017 folgte sein Studioalbum Feel Something, das Platz 9 der Heatseekers Charts erreichte. Der Song I’ll Be Good erhielt eine Goldene Schallplatte in den Vereinigten Staaten. 2017 erschien die Auskopplung Infinity, die 2021 Platz 49 der deutschen Charts erreichte, nachdem der Song Teil des Soundtracks der Manga-.Serie Sk8 the Infinity wurde. Um das Stück entwickelte sich ein TikTok-Hype.
Nach einer Pause veröffentlichte er erstmals 2020 neue Musik. 2020 erschien die Single Happiest Year, gefolgt von Spaces später im Jahr.

## Diskografie

### Alben
- 2017: Feel Something (Atlantic)

### EPs
- 2013: Dark Star (Atlantic)
- 2014: Habits of My Heart (Atlantic)

### Mixtapes

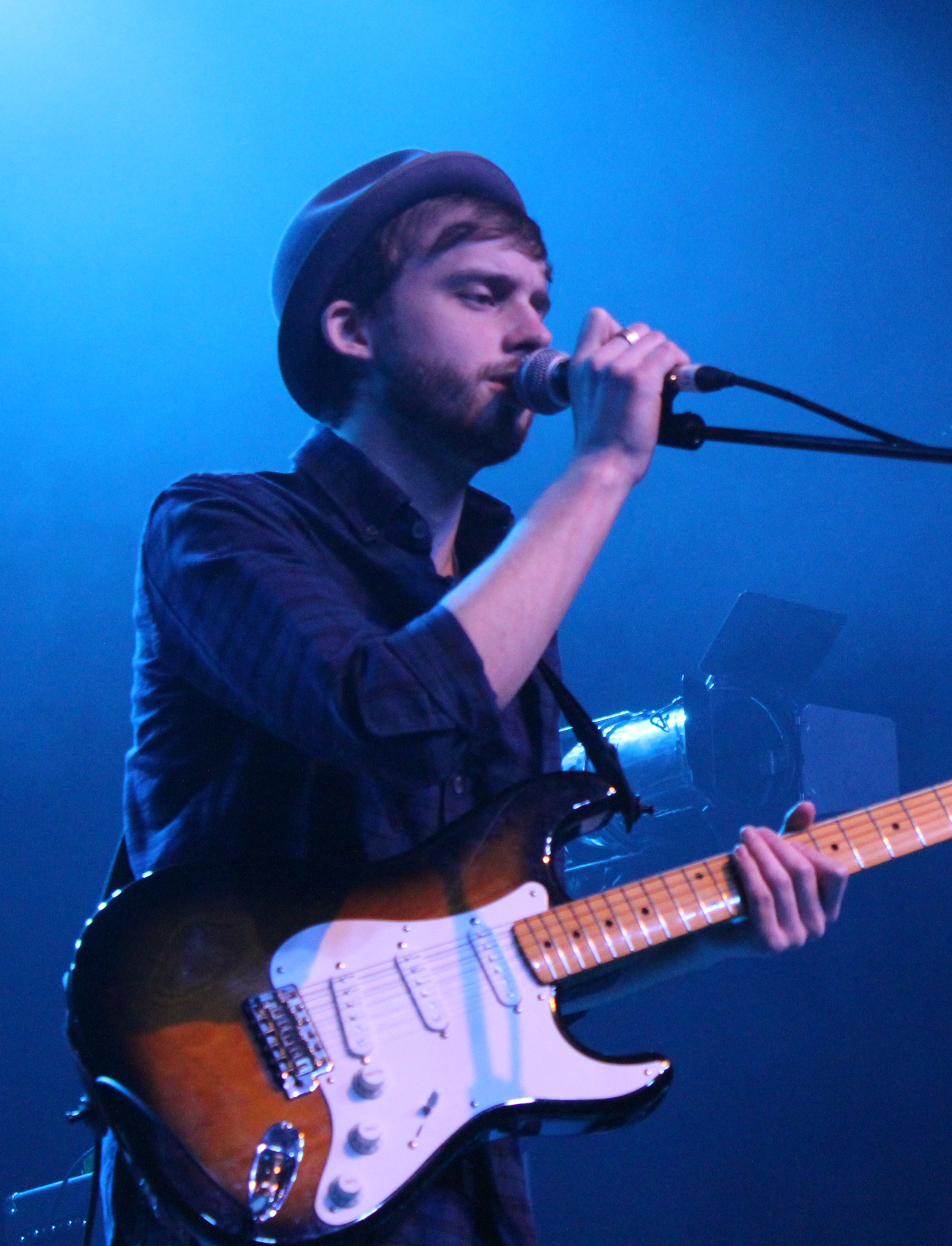
Jaymes Young 2014

- 2013: Dark Star

### Singles
- 2015: I’ll Be Good (US: Gold)
- 2015: We Won’t (mit Phoebe Ryan)
- 2017: Infinity
- 2019: Happiest Year (#16 der deutschen Single-Trend-Charts am 7. Januar 2022;[9] AT: Gold, US: Platin)

### Gastbeiträge
- 2014: David Guetta: I’ll Keep Loving You (feat. Birdy)
- 2015: Klangkarussell: Sun Don’t Shine
- 2016: Skizzy Mars: Hit Me Harder
- 2018: Pvris: Same Soul (feat. Marian Hill)

## Auszeichnungen für Musikverkäufe
| Goldene Schallplatte - Australien - 2022: für die Single Infinity - Dänemark - 2022: für die Single Happiest Year - 2022: für die Single Infinity - Frankreich - 2024: für die Single Happiest Year - Polen - 2023: für die Single I’ll Be Good - Spanien - 2025: für die Single Happiest Year - Vereinigte Staaten - 2022: für das Lied Habits of My Heart Platin-Schallplatte - Italien - 2022: für die Single Infinity - Polen - 2023: für die Single Happiest Year - Spanien - 2024: für die Single Infinity | 2× Platin-Schallplatte - Brasilien - 2022: für die Single Infinity - Portugal - 2022: für die Single Infinity Diamantene Schallplatte - Frankreich - 2022: für die Single Infinity - Polen - 2024: für die Single Infinity |

Anmerkung: Auszeichnungen in Ländern aus den Charttabellen bzw. Chartboxen sind in ebendiesen zu finden.
| Land/RegionAuszeichnungen für Musikverkäufe (Land/Region, Auszeichnungen, Verkäufe, Quellen) | Silber  | Gold       | Platin       | Diamant     | Verkäufe  | Quellen             |
| -------------------------------------------------------------------------------------------- | ------- | ---------- | ------------ | ----------- | --------- | ------------------- |
| Australien (ARIA)                                                                            | —       | Gold1      | —            | —           | 35.000    | aria.com.au         |
| Brasilien (PMB)                                                                              | —       | —          | 2× Platin2   | —           | 80.000    | pro-musicabr.org.br |
| Dänemark (IFPI)                                                                              | —       | 2× Gold2   | —            | —           | 90.000    | ifpi.dk             |
| Deutschland (BVMI)                                                                           | —       | Gold1      | —            | —           | 200.000   | musikindustrie.de   |
| Frankreich (SNEP)                                                                            | —       | Gold1      | —            | Diamant1    | 433.333   | snepmusique.com     |
| Italien (FIMI)                                                                               | —       | —          | Platin1      | —           | 100.000   | fimi.it             |
| Österreich (IFPI)                                                                            | —       | Gold1      | Platin1      | —           | 45.000    | ifpi.at             |
| Polen (ZPAV)                                                                                 | —       | Gold1      | Platin1      | Diamant1    | 325.000   | olis.pl             |
| Portugal (AFP)                                                                               | —       | —          | 2× Platin2   | —           | 20.000    | Einzelnachweise     |
| Spanien (Promusicae)                                                                         | —       | Gold1      | Platin1      | —           | 90.000    | elportaldemusica.es |
| Vereinigte Staaten (RIAA)                                                                    | —       | 2× Gold2   | 2× Platin2   | —           | 3.000.000 | riaa.com            |
| Vereinigtes Königreich (BPI)                                                                 | Silber1 | Gold1      | —            | —           | 600.000   | bpi.co.uk           |
| Insgesamt                                                                                    | Silber1 | 11× Gold11 | 10× Platin10 | 2× Diamant2 |           |                     |